# Jean Trouin
Pour les articles homonymes, voir Trouin.
Jean Trouin, dit de Lisle ou de L'Isle, né à Bargemon en 1673 et mort le 31 janvier 1712 à Paris, est un alchimiste et escroc français.

## Biographie
Armurier de formation, c'est vers 1702 que Jean Trouin rencontra à Nice, dans une auberge à l’enseigne du Chapeau-Rouge, un dénommé Lascaris, un alchimiste Italien qui lui enseigna sa science. 
Un contrôleur des finances locales huma un jour les fumées spagyriques qui s’échappaient du laboratoire des deux compères. D’un commun accord, ceux-ci se séparèrent, Trouin échappa aux foudres du contrôleur et des gens d’armes en s’enfuyant à La Palud où il changea de nom. Jean Trouin prit le pseudonyme de « de Lisle ».
Après une retraite de quelques mois dans une chapelle de pénitents, De Lisle partit de château en château, montrer son savoir et sa science aux grands de l’époque, transmutant à tour de bras et laissant toujours à ses admirateurs l’or né dans ses creusets.
En 1710, l'alchimiste traita avec Jean Taxis,. Jean Taxis reçut auprès de De Lisle vingt livres de lingots d'or qu'il revendit à Lyon pour des sommes colossales,. Ils firent affaire ensemble jusqu'à ce qu'il y eût un litige entre eux
Le contrôleur des finances retrouva sa trace et délivra à l’alchimiste un sauf-conduit de quinze mois pour se rendre à Saint-Auban afin de se livrer en toute quiétude à ses manipulations hermétiques. Sentant le piège, De Lisle répondit au sieur Lebret que les opérations alchimiques demandaient un laps de temps beaucoup plus long que celui que lui avaient accordé les autorités. Certaines conjonctions astrales étant nécessaires pour réaliser les transmutations…
Monseigneur Soanen, l’évêque de Senez en personne, se dit parfaitement sûr de la loyauté de de Lisle et de l’authenticité du précieux métal sorti de son athanor. Cependant, les autorités ordonnèrent d’arrêter De Lisle.
Transféré à Cannes où siégeait le président du tribunal spécial pour la répression de la fausse monnaie, De Lisle trouva dans la personne de ce dernier un avocat favorable qui affirma, comme l’évêque de Senez, que les manipulations transmutatoires de l’inculpé ne pouvaient être mises en cause. 
Jusqu’en 1711, la chance le servit encore, mais comme tout a une fin, il fut arrêté une nouvelle fois, ficelé et jeté dans une voiture qui le mena vers Paris. En chemin, l’équipage s’embourba et se renversa dans un fossé. Les liens du prisonnier se rompirent et se dénouèrent comme par miracle. L’alchimiste s’échappa. Il ne devait pas aller loin car les gardes tirèrent sur lui et le blessèrent. Il fut repris, entravé et conduit en toute hâte à Paris où on l’embastilla, le 4 avril 1711.
Jouissant d’un traitement de faveur à la Bastille, il fut invité à mettre sa science au service du roi. On lui procura le nécessaire, mais le plomb ne se transforma jamais en or.
D’Argenson traita De Lisle de menteur puis vainement par la douceur et par la menace, on tenta d’arracher au Provençal son prétendu secret. Jean Trouin garda un silence prudent puis mourut embastillé, le 31 janvier 1712, emportant avec lui le mode opératoire des transmutations.